# Ray Pahl
Raymond Edward Pahl (* 17. Juli 1935 in London; † 3. Juni 2011) war ein britischer Soziologe.

## Leben und Werk
Nach seinem Schulabschluss an der St. Albans School studierte er am St. Catharine’s College in Cambridge und an der London School of Economics and Political Science. 1965 wurde er zum Lecturer an der University of Kent in Canterbury ernannt, 1972 erhielt er einen Lehrstuhl an der gleichen Universität. 2008 wurde er zum Mitglied der British Academy ernannt.
Pahl ist mit soziologischen Untersuchungen über Gemeinden, Arbeit und Freundschaft hervorgetreten und hat den British Household Panel Survey an der University of Essex mitbegründet, der Informationen von Haushalten im Vereinigten Königreich für soziale und ökonomische Forschungszwecke erhebt.

## Schriften
- Urbs in Rure (1965)
- Whose City? (1970)
- Patterns of Urban Life (1970)
- Managers and their Wives (1971)
- Divisions of Labour (1984)
- After Success: Fin de Siècle Anxiety and Identity (1995)
- On Friendship (2000)
- Rethinking Friendship: Hidden Solidarities Today (2006, with Liz Spencer)